# Bicaudella farsiana
Bicaudella farsiana är en insektsart. Bicaudella farsiana ingår i släktet Bicaudella och familjen långrörsbladlöss. Inga underarter finns listade i Catalogue of Life.